# Qatada ibn Idrís
Qatada ibn Idrís, també conegut com a Abu-Uzàiyyiz, fou l'ancestre de tots els xerifs que van governar a la Meca a partir del 1201 (vegeu xerifs haiximites). Era nascut a Yanbo (una fortalesa propera a Medina) vers 1140/1150 i la seva família els katadites era una família notable d'origen alàwida (de la branca hasanita dels alides) que exercien el poder local. Qatada quan va arribar al poder al darrer quart del segle xii va establir un autèntic estat a Yanbu.
El 1194 va morir Mukaththir ibn Kasim, xerif de la Meca i el va succeir el seu fill Muhammad al-Mansur. Qatada havia aconseguit reunir sota la seva autoritat a les tribus de la regió de Yanbu i el 1201 va matar Muhammad, es va apoderar de la Meca i es va proclamar xerif.
Conscient de la feblesa dels abbàssides a Bagdad i els aiúbides al Caire, va concebre la fundació d'un estat independent. Va planejar conquerir tot l'Hedjaz i va començar per reforçar els murs de la Meca; després va ocupar Taif i va sotmetre a les tribus thakafites; va reforçar la fortalesa de Yanbu on va organitzar un exèrcit i va atacar Medina per annexionar-la però fou rebutjat per Salim ibn Kasim xerif de Medina i membre de la branca husaynita dels alides.
El 1213 la mare de Djalal al-Din Hassan III d'Alamut va anar en peregrinació a la Meca i durant la seva estada un cosí de Qatada, que tenia una gran semblança amb aquest, fou assassinat. Qatada va sospitar que la víctima prevista era ell mateix; en revenja va atacar als peregrins del grup de la dama d'Alamut als que a més va imposar una forta multa, que la princesa va pagar en la major part.
El 1220 va atacar una altra vegada Medina però malalt va haver de retornar a la Meca on al principi de 1221 fou assassinat pel seu fill Hassan I que sospitava que Qatada afavoria la successió d'un altra fill. Hassan fou proclamat xerif.